# Pacific Sun

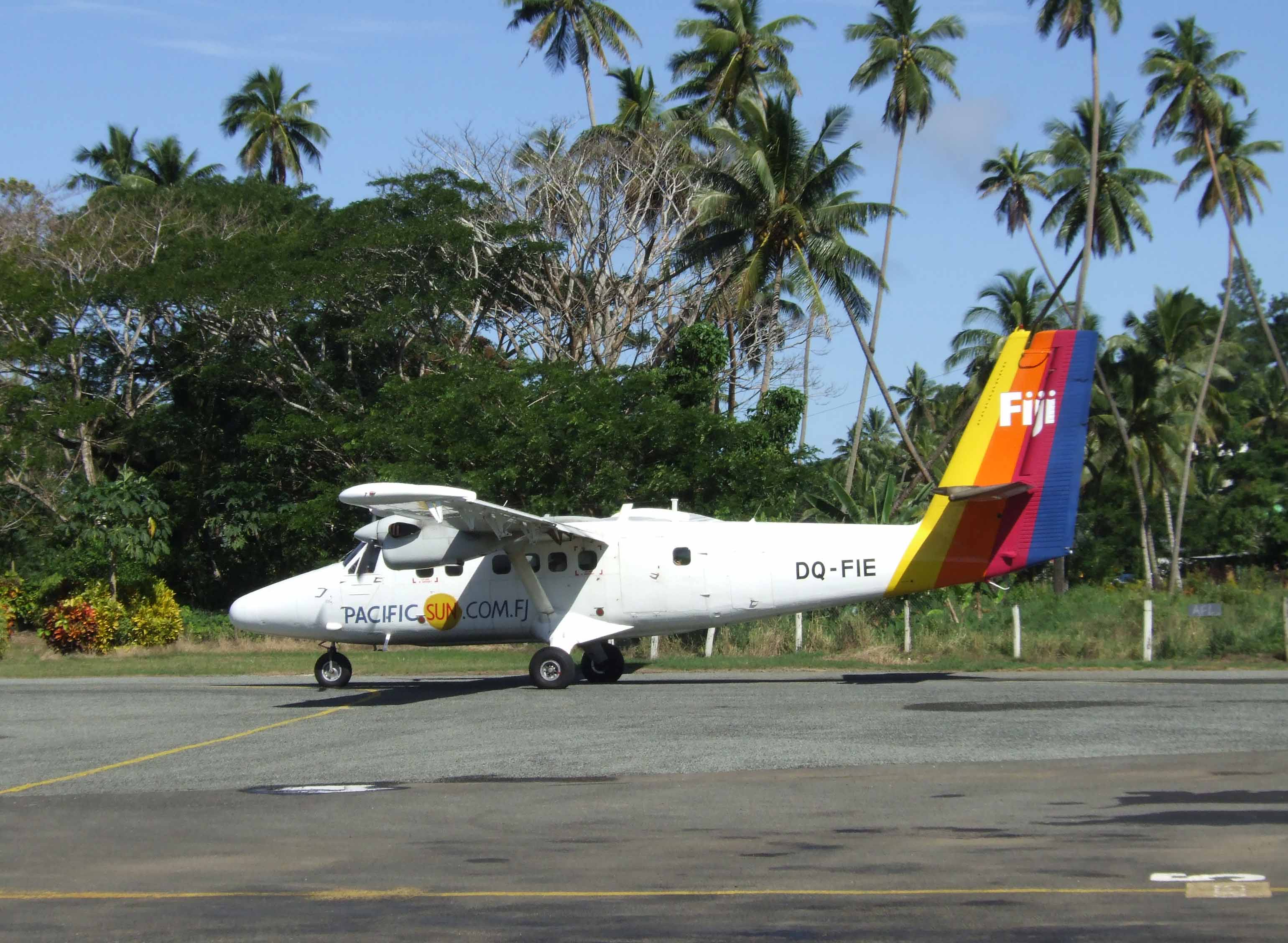
De Havilland Canada DHC-6 Twin Otter авіакомпанії Pacific Sun

Fiji Airlines Limited, що діє як Pacific Sun — регіональна авіакомпанія Фіджі зі штаб-квартирою у місті Наді, що виконує регулярні пасажирські рейси по десяти аеропортів острови Фіджі і декількох інших островів Тихого океану. Портом приписки авіакомпанії і її головним транзитним вузлом (хабом) є Міжнародний аеропорт Наді.
Pacifc Sun є дочірньою компанією національного авіаперевізника Фіджі Air Pacific.

## Історія
Авіакомпанія Sunflower Airlines була заснована в 1980 році колишнім пілотом і підприємцем Дональдом Коллінгвудом. Спочатку пасажирські рейси між Наді і Тавеуні відбувалися на одному літаку Britten Norman BN2 Islander. В наступному році авіакомпанія змінила свою офіційну назву на Sun Air.
До січня 2007 року повітряний флот авіакомпанії становив 12 літаків, а в штаті перевізника працювало 140 співробітників. 31 січня 2007 року Sun Air була продана флагманській авіакомпанії Фіджі Air Pacific, діяльність у складі якої в даний час проходить під торговою маркою Pacifc Sun.

## Маршрутна мережа
Станом на травень 2009 року маршрутна мережа авіакомпанії Pacific Sun включала в себе наступні пункти призначення:
| Маршрутна мережа авіакомпанії Pacific Sun | Маршрутна мережа авіакомпанії Pacific Sun | Маршрутна мережа авіакомпанії Pacific Sun | Маршрутна мережа авіакомпанії Pacific Sun | Маршрутна мережа авіакомпанії Pacific Sun |
| ----------------------------------------- | ----------------------------------------- | ----------------------------------------- | ----------------------------------------- | ----------------------------------------- |
| Країна                                    | Місто                                     | Аеропорт                                  | Примітки                                  |                                           |
| Fiji                                      |                                           |                                           |                                           |                                           |
| Фіджі                                     |                                           |                                           |                                           |                                           |
|                                           | Кадаву                                    | Аеропорт Кадаву                           |                                           |                                           |
|                                           | Ламбаса                                   | Аеропорт Ламбаса                          |                                           |                                           |
|                                           | Левука                                    | Аеропорт Бурета                           |                                           |                                           |
|                                           | Острів Мана (Фіджі)                       | Аеропорт Мана                             |                                           |                                           |
|                                           | Малололаїлаї                              | Аеропорт Малололаїлаї                     |                                           |                                           |
|                                           | Наді                                      | Міжнародний аеропорт Наді                 | головний хаб                              |                                           |
|                                           | Пасіфік-Гарбор                            | Аеропорт Тауново-Бей                      |                                           |                                           |
|                                           | Савусаву                                  | Аеропорт Савусаву                         |                                           |                                           |
|                                           | Сува                                      | Міжнародний аеропорт Наусорі              | вторинний хаб                             |                                           |
|                                           | Тавеуні                                   | Аеропорт Тавеуні                          |                                           |                                           |
| Океанія                                   |                                           |                                           |                                           |                                           |
| Тонга                                     | Нукуалофа                                 | Міжнародний аеропорт Фуаамоту             |                                           |                                           |
| Тувалу                                    | Фунафуті                                  | Міжнародний аеропорт Фунафуті             |                                           |                                           |

## Флот
Станом на лютий 2008 року повітряний флот авіакомпанії Pacific Sun становили такі літаки: